# Helena Hilverdink
Helena Judith Hilverdink (getauft am 5. März 1775 in Amsterdam; gestorben am 24. Januar 1838 ebenda) war eine niederländische Schauspielerin und Sängerin.

## Leben
Helena Hilverdink wurde am 5. März 1775 in Amsterdam getauft. Ihr Vater war der Schauspieler an der Stadsschouwburg Amsterdam Alexander Willem Hilverdink (1734–1799), der Könige, Tyrannen und Helden spielte und ihre Mutter die Schauspielerin kleinerer Rollen, Anna Margaretha Gisser (1754–1821). Sie hatte zwölf jüngere Geschwister, unter ihnen die Schauspielerin Geertruida Jacoba Hilverdink (1786–1727). Sechs ihrer jüngeren Geschwister starben in jungen Jahren. Ihre Eltern gerieten in finanzielle Schwierigkeiten, als ihr Lohn vom Theatervorstand halbiert wurde. Sie waren gezwungen, in ein heruntergekommenes Haus umzuziehen und warteten auf eine Schuldenbegleichung. Ihre Mutter bat um eine Überbrückungshilfe, ihr Vater war zu dem Zeitpunkt bereits sehr krank, er starb drei Jahre später. Dabei betonte sie, dass auch mehrere ihrer Kinder, wie Geertruida oder 
Johannes (1783–1828), als Schauspieler auf der Bühne gestanden hätten. Zwischen 1800 und 1805 zog die Familie nach Rotterdam. Helena Hilverdink blieb jedoch in Amsterdam.
Im Alter von zwölf Jahren hatte sie am 1. Januar 1788 ihr Debüt am Amsterdamer Theater als Roosje in „Die Hochzeit von Kloris und Roosje“, einem Gesangsstück, das traditionell nach Vondels Gijsbrecht van Amstel aufgeführt wurde. Helena Hilverdink wurde professionelle Schauspielerin, vor allem aber zweite Sängerin. Um 1795 betrug ihr Jahresgehalt 900 Gulden. Sie heiratete am 18. April 1794 in Amsterdam den 25 Jahre älteren Jan Cornelisz. de Bruin. Über ihn ist nur wenig bekannt, außer dass er erster Geiger am Amsterdamer Theater war. Ihr erstes Kind, Willemina Helena, wurde weniger als drei Monate nach ihrer Hochzeit geboren. Es folgten drei weitere, von denen ein Sohn kurz nach der Geburt im Jahr 1796 starb. Im April 1804 bekam sie ihr viertes und letztes Kind. Ihr Mann starb im Dezember desselben Jahres und wurde am Leidseplein „am Tor“ beigesetzt.
Helena Hilverdink wurde ab 1802 als Mezzosopranistin und erste Schauspielerin in unbeschwerten Rollen am Theater besetzt.  Ein Zeitgenosse urteilte, dass sie „eine angenehme Stimme mit echten schauspielerischen Fähigkeiten verband“. Im Sommer 1805, während der Schließung des Theaters, spielte sie mit der Reisegesellschaft von Willem van Dinsen Jr. Im Jahr 1805 wurde sie auch „Première Chanteuse“. Über die Rollen von Helena Hilverdink  ist viel weniger bekannt als über die ihrer Schwester Geertruida Hilverdink, die 1809 ein Engagement am Amsterdamer Theater erhielt. In dem Jahr ging Helena Hilverdink  an das „Zuid Hollandsch Tooneel“ nach Den Haag. Dort spielte sie mehrere Saisons für die Kompanie unter der Leitung von Ward Bingley. Danach sind keine Auftritte mehr von ihr bekannt.
In einer Erinnerung über ihre Mutter wird Helena Hilverdink 1821 als Witwe ohne Beruf aufgeführt und lebt in Groningen, wo auch ihre Mutter damals lebte. Wahrscheinlich kehrte sie nach dem Tod ihrer Mutter nach Amsterdam zurück. Sie starb in Amsterdam am 24. Januar 1838 im Alter von 62 Jahren.